# 대전도안초등학교
대전도안초등학교는 대전광역시 서구에 있는 초등학교다.

## 학교 연혁
- 2007.11.08 대전도안초등학교 설립 인가
- 2011.03.01 초대 김영석 교장 취임
- 2014.02.14 제3회 졸업식(64명) (병설유치원 3회 졸업)
- 2014.03.01 4학급증설(특수1 포함, 20학급 편성)
- 2014.03.01 사교육절감 창의경영학교 3년차 운영(교육부)
- 2014.03.01 e-NIE 선도학교 운영
- 2014.03.01 6학급 증설(특수1 포함, 26학급 편성)
- 2015.03.01 2학급 증설(특수1 포함, 28학급 편성), 8개 학급 증설 예정

## 참고 자료
- 대전도안초등학교 - 한국교육학술정보원 학교알리미